# Garéoult
Garéoult este o comună în departamentul Vaucluse din sud-estul Franței. În 2009 avea o populație de 5.622 de locuitori.

## Evoluția populației
| An        | 1975  | 1982  | 1990  | 1999  | 2006  | 2009  |
| --------- | ----- | ----- | ----- | ----- | ----- | ----- |
| Populație | 1.051 | 1.849 | 3.432 | 4.882 | 5.435 | 5.622 |